# Петер Бюргер
Петер Бюргер (на немски: Peter Bürger) е германски филолог, литературовед, теоретик на изкуството, който остава в историята с множество трудове, сред най-значимите от които е „Теория на авангарда“.

## Биография
Роден е в Хамбург на 6 декември 1936 г. Завършва висше образование през 1959 г. в Мюнхенския университет „Лудвиг Максимилиан“, защитава дисертация в университета в Ерлаген през 1970 г.
През 1971 г. е назначен за професор по френска литература и сравнително литературознание в университета в Бремен, където работи до 1998 г., когато се оттегля.
Заради многобройните му постижения получава от Научното дружество на Брауншвайг медала „Карл Фридрих Гаус“ за изключителни заслуги в областта на литературата през 2006 г. Трудовете му са преведени на английски, френски, руски, норвежки, китайски, иврит и др. езици.
Умира в Берлин на 11 август 2017 г.

## „Теория на авангарда“
През 1974 г. за първи път в Берлин е публикувана книгата „Теория на авангарда“. В нея Петер Бюргер си поставя за цел да напише определение на прогресивните артистични движения от началото на XX век. Централният проблем в книгата на Бюргер се съсредоточава върху смисъла и дефиницията на понятието авангард и как концепцията на авангарда се различава от тази на модернизма. Това са въпроси от изключително значение за Бюргер, които той очертава и изследва в своята книга.
Основно място в „Теория на авангарда“ заема аргументът, че концепцията на термина „авангард“ трябва да се разбира като осъзнаване капаните на модернизма и атака срещу доминиращите институции на изкуството. Според Бюргер цел на авангарда трябва да бъде реинтеграцията на изкуството в живота и да се премахне асоциирането му с идеологии и установени институции. Задачата, която си поставя, е да характеризира с теоретична и историческата конкретност авангарда от 1920-те години (футуризма, дадаизма, сюрреализма, левия авангард в Русия и Германия). За разлика от други автори, които преди него са опитвали да създадат трудове, свързани с изследването на авангарда, Бюргер е исторически конкретен и теоретично точен. Според него практиките на историческия авангард са се появили като синтез на изкуството и живота. Опровергавайки предишни теории, Бюргер твърди, че авангардът не се занимава просто с демонтаж на изкуството, а с институцията на изкуството в нейната цялост.